# Бітунг
Бітунг (індонез. Bitung) — місто в індонезійській провінції Північне Сулавесі.

## Географія
Бітунг розташовується на краю північного «відростка» острова Сулавесі, лежить на схід від вулкану Клабат.

### Клімат
Місто знаходиться у зоні, котра характеризується вологим тропічним кліматом. Найтепліший місяць — травень із середньою температурою 26.3 °C (79.3 °F). Найхолодніший місяць — листопад, із середньою температурою 25.1 °С (77.2 °F).
| Клімат Бітунга          | Клімат Бітунга | Клімат Бітунга | Клімат Бітунга | Клімат Бітунга | Клімат Бітунга | Клімат Бітунга | Клімат Бітунга | Клімат Бітунга | Клімат Бітунга | Клімат Бітунга | Клімат Бітунга | Клімат Бітунга | Клімат Бітунга |
| Показник                | Січ.           | Лют.           | Бер.           | Квіт.          | Трав.          | Черв.          | Лип.           | Серп.          | Вер.           | Жовт.          | Лист.          | Груд.          | Рік            |
| Середня температура, °C | 25,8           | 25,5           | 26             | 26             | 26,3           | 26             | 25,7           | 25,8           | 25,3           | 25,3           | 25,1           | 25,4           | 25,7           |
| Норма опадів, мм        | 400.2          | 347.7          | 295.2          | 241.1          | 215.7          | 204.2          | 142            | 129.9          | 140.2          | 163.6          | 262.4          | 339.2          | 2881.4         |
| Днів з опадами          | 21,3           | 18,5           | 15,9           | 13,5           | 14,8           | 14,8           | 10,8           | 10,5           | 9,4            | 11,1           | 14,5           | 19,1           | 174,2          |
| Вологість повітря, %    | 86.2           | 86.4           | 84.9           | 84.7           | 83.3           | 82.2           | 77.6           | 75.7           | 75             | 79             | 83.1           | 85.2           | 81.9           |
| ----------------------- | -------------- | -------------- | -------------- | -------------- | -------------- | -------------- | -------------- | -------------- | -------------- | -------------- | -------------- | -------------- | -------------- |
| Джерело: Weatherbase    |                |                |                |                |                |                |                |                |                |                |                |                |                |